# بادن جکسن
بادن جکسن (انگلیسی: Baden Jaxen؛ زادهٔ ۱ اکتبر ۱۹۹۰) بازیکن بسکتبال اهل ایالات متحده آمریکا است.